# Dentimargo
Dentimargo is een geslacht van mariene slakken uit de familie van de Marginellidae. De wetenschappelijke naam is voor het eerst geldig gepubliceerd in 1899 door Maurice Cossmann. Hij definieerde Dentimargo als een section van het geslacht Marginella. Als typesoort duidde hij aan de fossiele soort Marginella dentifera.

## Soorten[2]
- Dentimargo alchymista (Melvill & Standen, 1903)
- Dentimargo alisae Boyer, 2001
- Dentimargo allporti (Tenison-Woods, 1876)
- Dentimargo alta (Watson, 1886)
- Dentimargo amoenus (Suter, 1908)
- Dentimargo anticlea (Dall, 1919)
- Dentimargo argonauta Espinosa & Ortea, 2002
- Dentimargo arvina (Laseron, 1957)
- Dentimargo auratus Espinosa, Ortea & Moro, 2014
- Dentimargo aureocinctus (Stearns, 1872)
- Dentimargo aveniformis (P. Marshall, 1919) †
- Dentimargo balicasagensis T. Cossignani, 2001
- Dentimargo basareoi Espinosa, Ortea & Moro, 2012
- Dentimargo bavayi Espinosa, Ortea & Moro, 2011
- Dentimargo binotata (Sykes, 1905)
- Dentimargo biocal Boyer, 2002
- Dentimargo bojadorensis (Thiele, 1925)
- Dentimargo cairoma (Brookes, 1924)
- Dentimargo cecalupoi Cossignani, 2005
- Dentimargo chaperi (Jousseaume, 1875)
- Dentimargo cingulatus Boyer, 2002
- Dentimargo clara Thiele, 1925
- Dentimargo claroi Espinosa & Ortea, 2004
- Dentimargo cruzmoralai Espinosa & Ortea, 2000
- Dentimargo debruini T. Cossignani, 1998
- Dentimargo delphinica Bavay, 1920
- Dentimargo dentata Lussi & G. Smith, 1996
- Dentimargo dentiens (May, 1911)
- Dentimargo dentifera (Lamarck, 1803) †
- Dentimargo dianae Lussi & G. Smith, 1996
- Dentimargo didieri Espinosa & Ortea, 2013
- Dentimargo dimidia Garrard, 1966
- Dentimargo dispoliata Bavay, 1922
- Dentimargo eburneolus (Conrad, 1834)
- Dentimargo elatus (Watson, 1886)
- Dentimargo epacrodonta Roth, 1978
- Dentimargo eremus Dall, 1919
- Dentimargo esther (Dall, 1927)
- Dentimargo floralis (Marwick, 1928) †
- Dentimargo fortis (Laseron, 1957)
- Dentimargo fusiformis (Hinds, 1844)
- Dentimargo fusinus (Dall, 1881)
- Dentimargo fusula (Murdoch & Suter, 1906)
- Dentimargo fusuloides (Dell, 1956)
- Dentimargo galindoensis Espinosa, Moro & Ortea, 2011
- Dentimargo gibbus García, 2006
- Dentimargo giovannii Pérez-Dionis, Espinosa & Ortea, 2014
- Dentimargo grandidietti T. Cossignani, 2001
- Dentimargo guionneti T. Cossignani, 2001
- Dentimargo habanensis Espinosa, Ortea & Moro, 2012
- Dentimargo hakataramea (Maxwell, 1969) †
- Dentimargo hebescens (Murdoch & Suter, 1906)
- Dentimargo hennequini Cossignani, 2004
- Dentimargo hesperia (Sykes, 1905)
- Dentimargo idiochila (Schwengel, 1943)
- Dentimargo imitator (Dall, 1927)
- Dentimargo incessa (Dall, 1927)
- Dentimargo jaffa Cotton, 1944
- Dentimargo janae T. Cossignani, 2011
- Dentimargo jeanmartinii Cossignani, 2008
- Dentimargo kawamurai (Habe, 1951)
- Dentimargo kemblensis (Hedley, 1903)
- Dentimargo kevini Cossignani, 2004
- Dentimargo lantzi (Jousseaume, 1875)
- Dentimargo lateritia (Melvill & Sykes, 1903)
- Dentimargo lodderae (May, 1911)
- Dentimargo lurida (Suter, 1908)
- Dentimargo macnairi (Bavay, 1922)
- Dentimargo makiyamai (Habe, 1951)
- Dentimargo mayii (Tate, 1900)
- Dentimargo montrouzieri Boyer, 2003
- Dentimargo nauticus Espinosa, Ortea & Moro, 2012
- Dentimargo neglecta (Sowerby II, 1846)
- Dentimargo osmayi Espinosa & Ortea, 2014
- Dentimargo perexilis (Bavay, 1922)
- Dentimargo procrita (Kilburn, 1977)
- Dentimargo pumila (Redfield, 1870)
- Dentimargo quilonica (Melvill, 1898)
- Dentimargo ratzingeri Cossignani, 2006
- Dentimargo redferni Espinosa, Ortea & Moro, 2012
- Dentimargo reductus (Bavay, 1922)
- Dentimargo repentina (Sykes, 1905)
- Dentimargo rincigula (G. B. Sowerby III, 1901)
- Dentimargo rivesi Espinosa & Ortea, 2013
- Dentimargo rogeri Espinosa & Ortea, 2014
- Dentimargo smithii (A. E. Verrill, 1885)
- Dentimargo somalica T. Cossignani, 2001
- Dentimargo spengleri Lussi, 2007
- Dentimargo spongiarum Boyer, 2001
- Dentimargo stewartiana (Suter, 1908)
- Dentimargo suavis (Souverbie, 1859)
- Dentimargo subamoena (Powell, 1937)
- Dentimargo subfusula (Powell, 1932)
- Dentimargo subventricosior (Souverbie, 1863)
- Dentimargo tanora (Dall, 1927)
- Dentimargo teramachi Habe, 1951
- Dentimargo tillmanni Espinosa & Ortea, 2013
- Dentimargo tonyi Espinosa & Ortea, 2014
- Dentimargo totomiensis Makiyama, 1927
- Dentimargo tropica (Laseron, 1957)
- Dentimargo tropicensis Boyer, 2002
- Dentimargo vincenzoi T. Cossignani, 2001
- Dentimargo virginiae Boyer, 2001
- Dentimargo vitoria Espinosa & Ortea, 2005
- Dentimargo walkeri (E. A. Smith, 1899)
- Dentimargo wormaldi (Powell, 1971)
- Dentimargo yucatecanus (Dall, 1881)
- Dentimargo zaidettae Espinosa & Ortea, 2000
- Dentimargo zanzibarica Bozzetti, 1997
- Dentimargo zetetes Roth, 1978

† : fossiel